# Austropetalia patricia
Austropetalia patricia är en trollsländeart som först beskrevs av Tillyard 1910.  Austropetalia patricia ingår i släktet Austropetalia och familjen Austropetaliidae. Inga underarter finns listade i Catalogue of Life.